# 酒井宏之
酒井 宏之（さかい ひろゆき、1972年9月25日 - ）は、東京都北区出身の元ラグビー選手で現在は俳優。コラソン所属。現役時代のポジションはセンター(CTB)。

## 来歴
大東文化大一高校では1年で花園ベスト16を経験。
大東文化大学でも1年で関東大学ラグビーリーグ戦優勝。4年では関東リーグに加えて大学選手権との2冠を達成。
卒業後、リコーに入社。日本A代表、7人制などの日本代表として海外遠征に参加。
2000年、リコーラグビー部の主将を務める。
2002年、現役引退。俳優に転向する。
以降、テレビ・ラジオ・CM・モデル・舞台などで活躍。
近年は俳優活動の傍ら、六本木のカフェバーを経営したりイベントプロデュースやデザイナーとしても活動している。
2011年、母校 大東文化大学ラグビー部アシスタントヘッドコーチに就任し、開幕2連勝を飾る。
2013年より、中央大学ラグビー部ヘッドコーチに就任。4年連続全国大学選手権に出場。2017年からチームマネージャー。
2019年、岐阜県郡上市女子ラグビーチーム立ち上げに参加。また郡上市が2020年東京五輪に向けてコロンビアとマダガスカルの女子7人制ラグビー代表チームとホストタウン登録を締結。事前合宿中にはこの2カ国の他に国内4チームを招き『郡上グローバルラグビー女子セブンズ大会』を開催。ゲストとして清宮克幸氏、吉田義人氏、小野澤宏時氏が参加。8月にはマダガスカル女子7人制ラグビー代表チームのコーチとしてJICAより現地派遣され、東京五輪アフリカ予選3位に貢献。マダガスカル女子7人制ラグビー代表は他大陸プレーオフ大会(敗者復活トーナメント)に参加が決定。
2020年、東京都北区ラグビーフットボール協会設立。理事長に就任。
2021年、大東文化大学第一高等学校ラグビー部ヘッドコーチに就任。
2023年、大東文化大学ラグビー部監督に就任。関東大学リーグ戦 4勝3敗 4位。
2024年、関東大学リーグ戦 5勝1敗1分 優勝（7年ぶり9回目）。全国大学選手権 準々決勝敗退

## スポーツマンNo.1決定戦
- 最強の男は誰だ!壮絶筋肉バトル!!スポーツマンNo.1決定戦の第14回大会芸能人サバイバルバトルに初参戦。SPIN OFFとPOWER FORCEどちらも初戦で池谷直樹との対戦となるも勝利を収め、どちらも3位。さらにMONSTER BOX 18段、TAIL IMPOSSIBLEではワッキーとの激走となり、No.1を逃すも2位につけ、暫定総合2位で最終種目進出。SHOT-GUN-TOUCHで1回目、2回目共に失敗するも3回目で12m00cmを成功し、総合3位入賞を果たす。
- 第15回大会ではMONSTER BOX終了時点で暫定総合7位だったがSPIN OFFで決勝進出を収め、暫定総合5位で最終種目進出。FINAL RUNでは知幸、片山敬太郎を逆転し、池谷を逆転しようと猛追するも池谷が意地を見せ、2位でフィニッシュし、酒井は3位でフィニッシュ。逆転は出来なかったが、FINAL RUNでNo.1を獲得した為、初めての種目別No.1となった。

芸能人サバイバルバトル
| 大会       | 放送日        | 総合順位 |
| ---------- | ------------- | -------- |
| 第14回大会 | 2005年4月8日  | 3位      |
| 第15回大会 | 2005年9月28日 | 3位      |

## メディア出演

### テレビ
- 幻星神ジャスティライザー（テレビ東京）
- 最強の男は誰だ!壮絶筋肉バトル!!スポーツマンNo.1決定戦（TBS）

### ラジオ
- 伸太郎の直球勝負（FM甲府）

### CM
- NTT東日本「FLET'S」
- SEIKO
- TBS「世界陸上ヘルシンキ大会」

### 映画
- GOEMON

### 舞台
- 世間話
- どツボッ!!
- GAKUYA
- 世間離れ
- 世間知らず
- 先輩かっけぇーっす!!
- 浪漫飛行
- ユルネバ

### モデル
- dan gnten
- an+
- TOKYO NOTICE BOARD
- fromA